# 2023년 선댄스 영화제
제39회 선댄스 영화제는 2023년 1월 19일에 열린 시상식이다.

## 수상 및 후보

### 심사위원대상(미국 드라마)
- 어 싸우전드 앤 원 - A.V. 록웰 수상

### 심사위원대상(미국 다큐멘터리)
- 고잉 투 마스: 더 니키키 지오바니 프로젝트 - 조 브루스터 외 1명 수상

### 심사위원대상(월드시네마 드라마틱)
- 스크래퍼 - 샬롯 레건 수상

### 심사위원대상(월드시네마 다큐멘터리)
- 더 이터널 메모리 - 마이테 알베르디 수상

### 관객상(미국 드라마)
- 더 페르시안 버전 - 마리엄 카사바르즈 수상

### 관객상(미국 다큐멘터리)
- 비욘드 유토피아 - 매들린 개빈 수상

### 관객상(월드시네마 드라마틱)
- 샤이다 - 누오라 니아사리 수상

### 관객상(월드시네마 다큐멘터리)
- 20 데이즈 인 마리우폴 - 엠스티슬라브 체르노프 수상

### 관객상(베스트 오브 넥스트)
- 코코모 시티 - D. 스미스 수상

### 감독상(미국 드라마)
- 디 액시덴탈 겟어웨이 드라이버 - 씽 J. 리 수상

### 감독상(미국 다큐멘터리)
- 어 스틸 스몰 보이스 - 루크 로렌첸 수상

### 감독상(월드시네마 드라마)
- 슬로우 - 마리아 카브타라드제 수상

### 감독상(월드시네마 다큐멘터리)
- 스모크 사우나 시스터후드 - 안나 힌츠 수상

### 각본상(미국 드라마)
- 더 페르시안 버전 - 마리엄 카사바르즈 수상

### 편집상(미국 다큐멘터리)
- 고잉 바시티 인 마리아치 - Daniela I. Quiroz 수상

### 심사위원특별상(미국 드라마) - 연기
- 무트 - 리오 메히엘 수상

### 심사위원특별상(미국 드라마) - 앙상블 캐스트
- 시어터 캠프

### 심사위원특별상(미국 드라마) - 크리에이티브 비전
- 매거진 드림스 - 엘리야 바이넘 수상

### 심사위원특별상(미국 다큐멘터리) - 클레러티 오브 비전
- 더 스트롤 - 크리스틴 로벨 외 1명 수상

### 심사위원특별상(미국 다큐멘터리) - 프리덤 오브 익스프레션
- 배드 프레스 - 레베카 랜즈베리-베이커 수상

### 심사위원특별상(월드시네마 드라마틱) - 크리에이티브 비전
- 애니말리아 - 소피아 아나위 수상

### 심사위원특별상(월드시네마 드라마틱) - 연기
- 웬 잇 멜츠 - Rosa Marchant 수상

### 심사위원특별상(월드시네마 드라마틱) - 촬영
- 마미 와타 - Lilis Soares 수상

### 심사위원특별상(월드시네마 다큐멘터리) - 크리에이티브 비전
- 판타스틱 머신 - 악셀 다니엘슨 외 1명 수상

### 심사위원특별상(월드시네마 다큐멘터리) - 베리테 필름메이킹
- 어게인스트 더 타이드 - 사르브닉 카우르 수상

### 심사위원대상-단편
- 웬 유 레프트 미 온 댓 볼러바드 - 케일라 아부다 갈랑 수상

### 심사위원상-미국단편
- 레스트 샵 - 크리스탈 카이자 수상

### 심사위원상-단편다큐멘터리
- 윌 유 룩 앳 미 - 황슐리 수상

### 심사위원상-국제단편
- 더 키드네핑 오브 더 브라이드 - 소피아 모코레아 수상

### 심사위원상-단편애니메이션
- 더 플라잉 세일러 - 아만다 포비스 외 1명 수상

### 심사위원특별상-국제단편감독상
- 에일리언0089 - 발레리아 호프만 수상

### 심사위원특별상-미국단편감독상
- 더 베케이션 - 자로 카리요 수상

### 페스티벌 페이버릿상
- 래디컬 - 크리스토퍼 잘라 수상

### 알프레드 P. 슬로안 상
- 더 팟 제너레이션 - 소피 바르트 수상

### 넥스트 이노베이터상
- 코코모 시티 - D. 스미스 수상

### NHK상
- Lady - 올리브 노주 수상

### 아마존 상 - 픽션
- 더 스탈링 걸 - Kara Durrett 수상

### 아마존 상 - 논픽션
- 이츠 온리 라이프 애프터 올 - Jess Devaney 수상

### 어도비 상 - 픽션
- 트로이 타카키 수상

### 어도비 상 - 다큐멘터리 편집
- 메리 맨하트 수상

### 미국 드라마틱 경쟁
- 어 싸우전드 앤 원 - A.V. 록웰
- 올 더트 로드 테이스트 오브 솔트 - 레이븐 잭슨
- 페어 플레이 - 클로 도몬트
- 팬시 댄스 - 에리카 트렘블레이
- 매거진 드림스 - 엘리야 바이넘
- 무트 - 부크 렁굴로프-클로츠
- 숏커밍즈 - 랜들 파크
- 썸타임즈 아이 씽크 어바웃 다잉 - 레이첼 램버트
- 디 액시덴탈 겟어웨이 드라이버 - 씽 J. 리
- 더 페르시안 버전 - 마리엄 카사바르즈
- 더 스탈링 걸 - 로렐 파멧
- 시어터 캠프 - 몰리 고든 외 1명

### 미국 다큐멘터리 경쟁
- 리틀 리차드: 아이 엠 에브리띵 - 리사 코티스
- 남 준 백: 문 이즈 더 올디스트 티비 - 아만다 김
- 더 디서피어런스 오브 시어 하이트 - 니콜 뉴햄
- 더 스트롤 - 크리스틴 로벨 외 1명
- 어 스틸 스몰 보이스 - 루크 로렌첸
- 아움: 더 컬트 앳 디 앤드 오브 더 월드 - 벤 브라운 외 1명
- 배드 프레스 - 레베카 랜즈베리-베이커 외 1명
- 고잉 투 마스: 더 니키키 지오바니 프로젝트 - 조 브루스터 외 1명
- 빅팀/서스펙트 - 낸시 슈왈츠만
- 고잉 바시티 인 마리아치 - 알레한드라 바스크즈 외 1명
- 주남 - 시에라 우리치
- 비욘드 유토피아 - 매들린 개빈

### 월드시네마 드라마틱 경쟁
- 애니말리아 - 소피아 아나위
- 배드 비헤이비어 - 앨리스 잉글러트
- 슬로우 - 마리아 카브타라드제
- 걸 - 아두라 오나실레
- 히어로익 - 데이빗 조나나
- 소서리 - 크리스토퍼 머레이
- 웬 잇 멜츠 - 벨 배턴스
- 라 페세라 - 글로리마르 마레로 산체스
- 마마크루즈 - 패트리시아 오르테가
- 마미 와타 - C.J. 피어리 오바시
- 스크래퍼 - 샬롯 레건
- 샤이다 - 누오라 니아사리

### 월드시네마 다큐멘터리 경쟁
- 20 데이즈 인 마리우폴 - 엠스티슬라브 체르노프
- 5 시즌스 오브 레볼루션 - 리나
- 어게인스트 더 타이드 - 사르브닉 카우르
- 판타스틱 머신 - 악셀 다니엘슨 외 1명
- 아이언 버터플라이스 - 로만 리우비
- 이즈 데어 애니바디 아웃 데어? - 엘라 글렌디닝
- 밀리수산도 - 밀리수탄도 봉겔라
- 피아노포르테 - 야쿱 피야텍
- 스모크 사우나 시스터후드 - 안나 힌츠
- 더 이터널 메모리 - 마이테 알베르디
- 더 롱기스트 굿바이 - 이도 미즈라히
- 트와이스 코로나이즈 - 린 알루나

### 인디 에피소딕
- Chanshi - MICKEY TRIEST 외 1명
- Poacher - 리치 메타
- The Night Logan Woke Up - 자비에 돌란
- Willie Nelson and Family - 톰 짐니 외 1명

### 단편영화 부문
- 헬프 미 언더스탠드 - 에밀리아 스콧
- 파커 - 샤론 리제 외 1명
- 스웻샵 걸 - 셀마 세르반테스
- 썬플라워 시지 엔진 - 스카이 호핀카
- 피터스 리에이전 - 클로에 알리즈
- 리키 - 라샤드 프렛
- 에어호스티스-737 - 타나시스 네오포티스토스
- 레스트 샵 - 크리스탈 카이자
- 아이 엠 홈 - 키몬 그레이호스
- 트로이 - 마이크 도나휴
- 라이프 위드아웃 드림스 - 제시카 바즐리
- 바바 - 안야 치르코바 외 1명
- 위 워 민트 투 - 타리 와리에비
- 웬 유 레프트 미 온 댓 볼러바드 - 케일라 아부다 갈랑
- 워크 오브 셰임 - 데인 레이
- 비거 온 디 인사이드 - 안젤로 매드슨 미나스
- 화이트 앤트 - 샬리니 아드나니
- 프로 풀 - 알렉 프로노보스트
- 하와이키 - 노바 폴
- 녹터널 버거 - 리마 마야
- 더 패밀리 서커스 - 앤드류 피츠제랄드
- 어 쇼트 스토리 - 비간
- 웨폰스 앤 데어 네임스 - 멜리나 발데스
- 더 플라잉 세일러 - 웬디 틸바이 외 1명
- 쓰라이빙: 어 디소시에이트 레버리 - 니콜 바즈유인
- 텐더 - 샘 호지스
- 셋 람 - 빈센트 폰타노
- 에바큐에이션 오브 마마 에몰라 - 앙군 프리암보도
- 아이 헤브 노 티어스, 앤 아이 머스트 크라이 - 루이스 페르난도 푸엔테
- 더 달레스 - 앵글리스 필드
- 무리카 - 메이셔 멘
- 헤드드레스 - 타이에타론: 세레테일클레어
- 조그만 주머니 속 커다란 정원에서 - 요코 유키
- 더 키드네핑 오브 더 브라이드 - 소피아 모코레아
- 더 베케이션 - 자로 카리요
- 아제 - 하디 레자야티 차란
- 미러 파티 - 브라이디 엘리엇
- 오우리카! - 제니아 매튜스
- 테이크 미 홈 - 리즈 사전트
- 더 뉴트 콘그레스 - 마티아스 살리 외 1명
- 시모 - 아지즈 조롬바

### 단편 다큐멘터리 부문
- 시람파리: 레거시스 오브 더 리버 - 루시아 플로레즈
- 콜 미 마미 - 타라 오캘러헌
- 리터지 오브 안티-탱크 옵스타클스 - 드미트로 수홀리트키-솝추크
- 카일리 - 스털링 햄프턴
- 윌 유 룩 앳 미 - 황슐리
- 마지 사우딕 솔트 앤 페퍼 쉐이커스 - 메러디스 무어
- 언더 지-디 - 파울라 아이셀트

### 단편 애니메이션(애니메이션 스포트라이트)
- 그와 그 남자의 사정 - 톰 CJ 브라운
- 웰 위시스 마이 러브, 유어 러브 - 가브리엘 가브리엘 가블
- 옥시토신 - 제론 브랙스턴
- 퍼 - 천 리
- 가라노 - 다비드 도텔
- 바이 워터 - 이야보 콰야나
- 버거월드 - 매디 브루어
- 마법이 돌아오는 날의 바다 - 한지원

### 단편 미드나잇
- 인 더 플래쉬 - 다프네 가드너
- 에일리언0089 - 발레리아 호프만
- 파이프스 - 킬리안 페이시 외 2명
- 어 폴디드 오션 - 벤 브루어
- 언본 비루 - 잉가엘린 마라캇
- 파워 시그널 - 오스카 보이슨
- 클라우디오스 송 - 안드레아스 닐슨

### 단편 프리씨딩 피쳐스
- 창 밖에 개구리가 비처럼 내리고 있다 - 마리아 에스텔라 파이소

### 넥스트
- 브라보, 버키나! - 왈레 오예자이드
- 디비너티 - 에디 알카자르
- 프리몬트 - 바박 잘라리
- 킴스 비디오 - 데이빗 레드몬 외 1명
- 킹 콜 - 일레인 맥밀런 쉘던
- 코코모 시티 - D. 스미스
- 더 투바 띠브스 - 앨리슨 오다니엘
- 투 리브 앤 다이 앤 리브 - 큐아심 바시르
- 영. 와일드. 프리. - 템비 L. 뱅크스

### 미드나잇
- 톡 투 미 - 대니 필리포우 외 1명
- 벌스/리벌스 - 로라 모스
- 인 마이 마더스 스킨 - 케네스 다가탄
- 인피니티 풀 - 브랜든 크로넨버그
- 마이 애니멀 - 재클린 카스텔
- 오닉스 더 폴투이터스 앤 더 탈리스만 오브 소울스 - 앤드류 보저
- 폴라이트 소시어티 - 니다 만주르
- 런 래빗 런 - 다이너 레이드

### 스팟라이트
- 조이랜드 - 사임 사디크
- 리멘시타 - 에마누엘 크리알리스
- 아더 피플스 칠드런 - 레베카 즐로토브스키
- 스퀘어링 더 서클 - 안톤 코르빈
- 여덟 개의 산 - 샤를로트 반더미르히 외 1명

### 프리미어
- 어 리틀 프레이어 - 앵거스 맥라클란
- 카산드로 - 로저 로스 윌리엄스
- 캣 퍼슨 - 수잔나 포겔
- 딥 라이징 - 마티유 리츠
- 드리프트 - 안소니 첸
- 에일린 - 윌리엄 올드로이드
- 페어리랜드 - 앤드루 더럼
- 플로라 앤 선 - 존 카니
- 인비저블 뷰티 - 베단 하디슨 외 1명
- 이츠 온리 라이프 애프터 올 - 알렉산드리아 봄바치
- 자모자야 - 저스틴 전
- 주디 블룸 포에버 - 다비나 파르도 외 1명
- 랜드스케이프 위드 인비저블 핸드 - 코리 핀리
- 머더 인 빅 혼 - 라젤 베날리 외 1명
- 패시지스 - 아이라 잭스
- 플랜 씨 - 트레이시 드로즈 트라고스
- 프리티 베이비: 브룩 쉴즈 - 라나 윌슨
- 래디컬 - 크리스토퍼 잘라
- 로팅 인 더 썬 - 세바스찬 실바
- 라이 레인 - 레인 앨런 밀러
- 스틸: 어 미카엘 제이. 폭스 무비 - 데이비스 구겐하임
- 더 디피스트 브레스 - 로라 맥간
- 더 팟 제너레이션 - 소피 바르트
- 유 허트 마이 필링스 - 니콜 홀로프세너
- 어스 마마 - 사바나 리프
- 푸드 앤 컨트리 - 로라 가버트
- 패스트 라이브즈 - 셀린 송

### 선댄스 키즈
- 에일리언스 애브덕티드 마이 페어런츠 앤 나우 아이 필 킨다 레프트 아웃 - 제이크 반 와고너
- 블루백 - 로버트 코놀리
- 어메이징 모리스 - 토비 젠켈

### 뉴 프론티어
- 어 커먼 시퀀스 - 마리 헬레나 클라크 외 1명
- 거시 - 폭스 맥시
- 라스트 띵스 - 데보라 스트라트맨

### 선댄스 컬렉션
- 슬램 - 마크 레빈
- 둠 제너레이션 - 그렉 아라키

### 스페셜 스크리닝
- 코다 - 션 헤이더
- 클론다이크 - 마리나 고바치
- 나발니 - 다니엘 로허
- 스테판 커리: 언더레이티드 - 피터 닉스
- 소울, 영혼, 그리고 여름 - 아미르 '퀘스트러브' 톰슨